# Kepler-11b
Kepler 11b es un exoplaneta descubierto por la Misión Kepler de la NASA. Gira alrededor de una estrella muy parecida al Sol. Se especula que pueda estar hecho mayormente de hielo o gas debido a su densidad.